# Lycodon alcalai
Lycodon alcalai es una especie de colúbrido que habita en las islas Batan y Sabtang, en Filipinas.

## Hábitat y ecología
Se trata de una serpiente ovípara. Habita preferiblemente en tierras bajas, a no más de 320 metros sobre el nivel del mar. Con frecuencia suele hallarse en arbustos o sobre el suelo del bosque, así como en sus lindes y, ocasionalmente, en los campos agrícolas cercanos. Parece ser que se alimenta de huevos de otros reptiles, abriéndolos con sus dientes en forma de cuchilla.